# Yoalteuctin

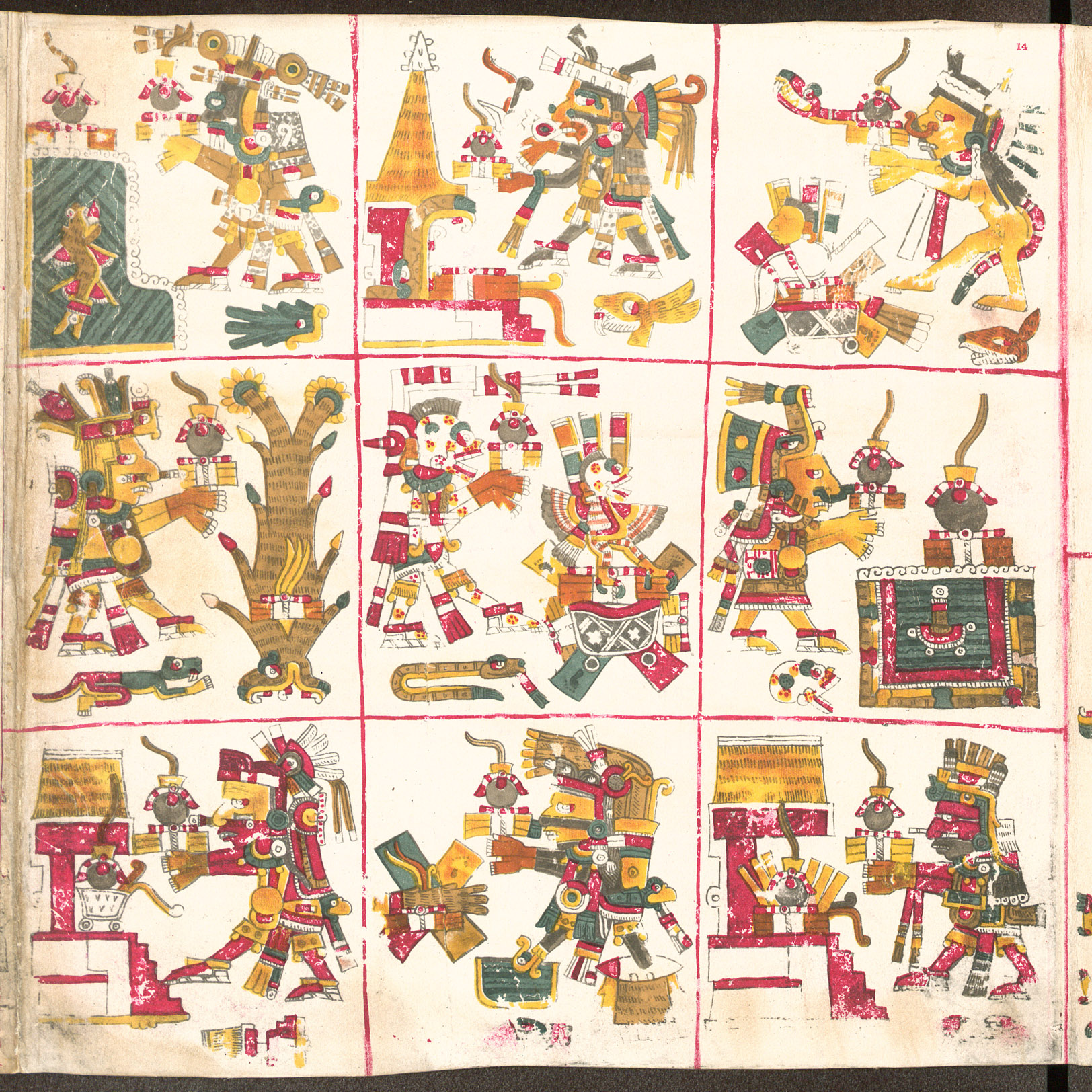
Stăpânii nopții în Codex Borgia.

În mitologia mesoamericană Yoalteuctin sau Stăpânii nopții reprezintă un grup de nouă zeități care guvernează o anumită noapte. Calendarul mayaș și cel aztec au de asemenea nouă Stăpâni ai nopții, deși numele lor  nu sunt cunoscute.
Existența unui ciclu de 9 nopți într-o nesfârșită buclă din calendarele mesoamericane a fost descoperită pentru prima dată în 1904 de savantul american Eduard Seler.
Cei șapte zei sunt:
- Xiuhtecuhtli (♂), zeul hranei, era personificarea vieții după moarte, căldura focului, lumina în întuneric și mâncarea pe timpul foametei.
- Tezcatlipoca (♂), un zeu central asociat cu cerul nopții, vânturile din noapte, uraganele, cu obsidianul, nordul, pământul, dușmănia, discordia, autoritatea, divinația, ispita, jaguarul, vrăjitoria, frumusețea, războiul și cu conflictele
- Piltzintecuhtli (♂), un zeu al răsăritul soarelui, al vindecării și viziunilor, asociat cu Tonatiuh.
- Cintéotl (⚥), zeul porumbului
- Mictlantecuhtli (♂),  zeul morții.
- Chalchiuhtlicue (♀), zeița apei, a lacurilor, a râurilor și a curenților maritimi
- Tlazoltéotl (♀), zeița purificării, a băilor cu aburi, a moașelor și o patroană a preacurvarilor
- Tepeyóllotl (♂),  zeul cutremurelor, munților și al ecourilor
- Tláloc (♂),  zeul ploii și fulgerului, al cutremurelor